# Шевченкове Друге
Шевче́нкове Друге — село в Україні, у Близнюківській селищній громаді Лозівського району Харківської області.
Населення становить 24 особи. До 2020 року орган місцевого самоврядування — Квітнева сільська рада.

## Географія
Село Шевченкове Друге знаходиться за 3,5 км від села Квітневе, така ж відстань до міста Лозова. Біля села протікає пересихаючий струмок на якому зроблено загата.

## Історія
- 1924 - дата заснування.

- 12 червня 2020 року, відповідно до Розпорядження Кабінету Міністрів України № 725-р «Про визначення адміністративних центрів та затвердження територій територіальних громад Харківської області», увійшло до складу Близнюківської селищної громади.[1]
- 19 липня 2020 року, в результаті адміністративно-територіальної реформи та ліквідації Близнюківського району, увійшло до складу Лозівського району Харківської області.[2]

## Економіка
- В селі є молочно-товарна ферма.